# Gianfranco Todisco
Gianfranco Todisco (Napoli, 23 marzo 1946) è un vescovo cattolico italiano, dal 21 aprile 2017 vescovo emerito di Melfi-Rapolla-Venosa.

## Biografia
Nasce a Napoli, città capoluogo di provincia e sede arcivescovile, il 23 marzo 1946.

### Formazione e ministero sacerdotale
Frequenta il ginnasio ed il liceo nei collegi di Montalto Uffugo e Roma della congregazione dei Pii operai catechisti rurali; il 4 ottobre 1968 emette la professione solenne presso quella congregazione.
Il 5 dicembre 1970 è ordinato presbitero, a Roma, per i Pii operai catechisti rurali.
Dopo gli studi filosofico-teologici, compiuti alla Pontificia università urbaniana, si licenzia in teologia. Ottiene anche una laurea in sociologia presso l'Università statale di Roma.
In seguito si trasferisce in Canada, dove dapprima è, dal 1979 al 1986, vicario della parrocchia di san Tommaso d'Aquino a Toronto, e in seguito parroco della stessa, fino al 1989. In quell'anno si trasferisce ad Altamira, in Colombia, dove è responsabile dell'ufficio catechistico della diocesi di Garzón, docente di catechesi nel seminario diocesano e docente per i corsi di aggiornamento per catechisti e parroci.
Dal 1989 al 1997 è superiore della missione dei Pii operai catechisti rurali, mentre dal 1999 è parroco del santuario mariano di Montalto Uffugo e consigliere generale della sua Congregazione.

### Ministero episcopale
Il 13 dicembre 2002 papa Giovanni Paolo II lo nomina vescovo di Melfi-Rapolla-Venosa; succede a Vincenzo Cozzi, dimessosi per raggiunti limiti di età. L'8 febbraio 2003 riceve l'ordinazione episcopale, nella cattedrale di Melfi, dall'arcivescovo Paolo Romeo (poi cardinale), co-consacranti l'arcivescovo Giuseppe Agostino e il vescovo Vincenzo Cozzi. Durante la stessa celebrazione prende possesso della diocesi.
In seno alla Conferenza episcopale della Basilicata ricopre l'incarico di segretario e di vicepresidente. È inoltre presidente della Commissione mezzi di comunicazione sociale. È membro della Commissione per l'evangelizzazione dei popoli della Conferenza Episcopale Italiana.
Il 21 aprile 2017 papa Francesco accoglie la sua rinuncia al governo pastorale della diocesi di Melfi-Rapolla-Venosa, di cui rimane amministratore apostolico fino al 30 giugno seguente.
Continuerà il suo ministero come semplice missionario nell'arcidiocesi di Tegucigalpa, in Honduras.

## Genealogia episcopale
La genealogia episcopale è:
- Cardinale Scipione Rebiba
- Cardinale Giulio Antonio Santori
- Cardinale Girolamo Bernerio, O.P.
- Arcivescovo Galeazzo Sanvitale
- Cardinale Ludovico Ludovisi
- Cardinale Luigi Caetani
- Cardinale Ulderico Carpegna
- Cardinale Paluzzo Paluzzi Altieri degli Albertoni
- Papa Benedetto XIII
- Papa Benedetto XIV
- Papa Clemente XIII
- Cardinale Enrico Benedetto Stuart
- Papa Leone XII
- Cardinale Chiarissimo Falconieri Mellini
- Cardinale Camillo Di Pietro
- Cardinale Mieczysław Halka Ledóchowski
- Cardinale Jan Maurycy Paweł Puzyna de Kosielsko
- Arcivescovo Józef Bilczewski
- Arcivescovo Bolesław Twardowski
- Arcivescovo Eugeniusz Baziak
- Papa Giovanni Paolo II
- Cardinale Paolo Romeo
- Vescovo Gianfranco Todisco, P.O.C.R.

## Araldica
| Stemma | Blasonatura |
| ------ | --- |
|        | D'oro, al chiostro del Ricreatorio dello stesso, profilato di nero; cappato d'azzurro: a destra al chrismon d'oro, a sinistra all'ombra di sole di sedici raggi dello stesso, caricato delle lettere latine ARDOR di nero. Ornamenti esteriori da vescovo. Motto In Christo recreatus. |